# فرودگاه بین‌المللی کمپگوودا
فرودگاه بین‌المللی بنگلور (به انگلیسی: Bengaluru International Airport) یک فرودگاه همگانی مسافربری با کد یاتا BLR است که یک باند فرود آسفالت دارد و طول باند آن ۴۰۰۰ متر است. این فرودگاه در شهر بنگلور کشور هند قرار دارد و در ارتفاع ۹۱۵ متری از سطح دریا واقع شده‌است.